# هیت‌فیکس
هیت‌فیکس (انگلیسی: HitFix) یک وبگاه سرگرمی است که در دسامبر سال ۲۰۰۸ آغاز به کار کرد.بیشتر فعالیت‌های آن درباره اخبار سرگرمی و نقد فیلم‌، موسیقی و مجموعه‌‌های تلویزیونی است. در اواسط سال ۲۰۱۰ هیت‌فیکس مرز ۱٬۰۰۰٬۰۰۰ کاربر را رد کرد.